# Andriej Nikoliszyn
Andriej Wasiljewicz Nikoliszyn (ros. Андрей Васильевич Николишин, ukr. Андрій Васильович Николишин - Andrij Wasylowicz Nykołyszyn; ur. 25 marca 1973 w Workucie) – rosyjski hokeista pochodzenia ukraińskiego. Reprezentant Rosji, dwukrotny olimpijczyk. Trener hokejowy.
Jego syn Aleksandr (ur. 1994) oraz Iwan (ur. 1996) także zostali hokeistami.

## Kariera zawodnicza
- Olimp Workuta (do 1990)
- Dinamo 2 Moskwa (1990-1992)
- Dinamo Moskwa (1991-1994)
- Hartford Whalers (1994-1996)
- Washington Capitals (1996-2002)
  -  Portland Pirates (1997)
  -  Dinamo Moskwa (1998)
- Chicago Blackhawks (2002-2004)
- CSKA Moskwa (2004-2005)
- Łada Togliatti (2005)
- Awangard Omsk (2005-2006)
- SKA Sankt Petersburg (2006-2007)
- Traktor Czelabińsk (2007-2011)
- Sokił Kijów (2011-2012)

Jego ojciec za czasów stalinowskich został aresztowany i zesłany z terenów obecnej Ukrainy do Workuty, gdzie pracował w kopalni i przez 25 lat nie miał prawa podróżowania. Ponadto posiada liczną rodzinę w Kanadzie, a brat jego dziadka walczył w polskiej armii. Naukę hokeja rozpoczynał w klubie Olimp Workuta. Od 1990 był zawodnikiem Dinama Moskwa. W drafcie NHL z 1992 został wybrany przez Hartford Whalers. W barwach tego klubu zadebiutował w lidze NHL w sezonie NHL (1994/1995) i grał do 1996. Następnie przez sześć sezonów do 2002 występował w drużynie Washington Capitals, po czym rozegrał jeszcze dwa sezony NHL w barwach Chicago Blackhawks i następnie w 2004 powrócił do Rosji. Od tego czasu uczestniczył w rozgrywkach Superligi, a od 2008 w ramach ligi KHL. Najdłużej grał w drużynie Traktora Czelabińsk (2007-2011). W październiku 2011 przeniósł się do rodzinnych strony i został zawodnikiem ukraińskiego klubu Sokił Kijów, z którym rozegrał sezon 2011/2012, po czym pozostawał bez klubu.
Reprezentant ZSRR (kadra juniorska do lat 18) oraz WNP (kadra juniorska do lat 20). Jako senior reprezentant Rosji.
Uczestniczył w turniejach mistrzostw świata w 1993, 1994, 1996, 1997, 2000, na zimowych igrzyskach olimpijskich 1994, 2002 oraz Pucharu Świata 1996.

## Kariera trenerska
- Traktor Czelabińsk (2014-2015), główny trener
- Amur Chabarowsk (2015/2016), główny trener
- Chicago Blackhawks (2016-), skaut
- Dinamo Moskwa (2015/2016), asystent w sztabie

Pod koniec października 2014 został mianowany jako tymczasowy trener Traktora Czelabińsk. Zwolniony pod koniec listopada 2015. Od grudnia 2015 był trenerem Amura Chabarowsk. Potem został skautem dla Chicago Blackhawks. W kwietniu 2018 dołączył do sztabu Dinama Moskwa, skąd odszedł jesienią 2018.

## Filmografia
- Wystąpił w filmie Brat 2 (2000)[18][19].
- W 2007 powstał film dokumentalny pt. Trzy tercje i dogrywka (ros. Три периода и овертайм) poświęcony jego osobie[20][21].

## Sukcesy
Reprezentacyjne
- Srebrny medal mistrzostw Europy juniorów do lat 18: 1991 z ZSRR
- Złoty medal mistrzostw świata juniorów do lat 20: 1992 z WNP
- Złoty medal mistrzostw świata: 1993 z Rosją
- Brązowy medal zimowych igrzysk olimpijskich: 2002 z Rosją

Klubowe
- Mistrzostwo dywizji NHL: 1989, 2000, 2001 z Washington Capitals
- Mistrzostwo konferencji NHL: 1998 z Washington Capitals
- Prince of Wales Trophy: 1998 z Washington Capitals
- Srebrny medal mistrzostw Rosji: 2006 z Awangardem Omsk
- Srebrny medal mistrzostw Ukrainy: 2012 z Sokiłem Kijów

Indywidualne
- Superliga rosyjska 1993/1994: Złoty Kij - Najbardziej Wartościowy Gracz (MVP) rundy zasadniczej (jako pierwszy nagrodzony tym wyróżnieniem)
- Mistrzostwa świata 2000:
  - Pierwsze miejsce w klasyfikacji skuteczności wygranych wznowień: 70,00%
- Profesionalna Chokejna Liha (2011/2012):
  - Drugie miejsce w klasyfikacji asystentów w sezonie zasadniczym: 45 asyst[22]
  - Drugie miejsce w klasyfikacji kanadyjskiej w sezonie zasadniczym: 61 punktów[23]
  - Najlepszy napastnik sezonu[24]
- KHL (2008/2009): Mecz Gwiazd KHL

Wyróżnienie
- Zasłużony Mistrz Sportu ZSRR w hokeju na lodzie: 1993